# Paul Vachet
Paul Jean Julien Vachet (Chalon-sur-Saône (Saône-et-Loire), 30 de janeiro de 1897 – Toulouse, 25 de agosto de 1974) foi um pioneiro da aviação e escritor francês. Trabalhou como piloto na Aéropostale. Foi distinguido com a Comenda da Légion d'honneur.

## Obra
- "Avant les Jets"